# Atmosphères

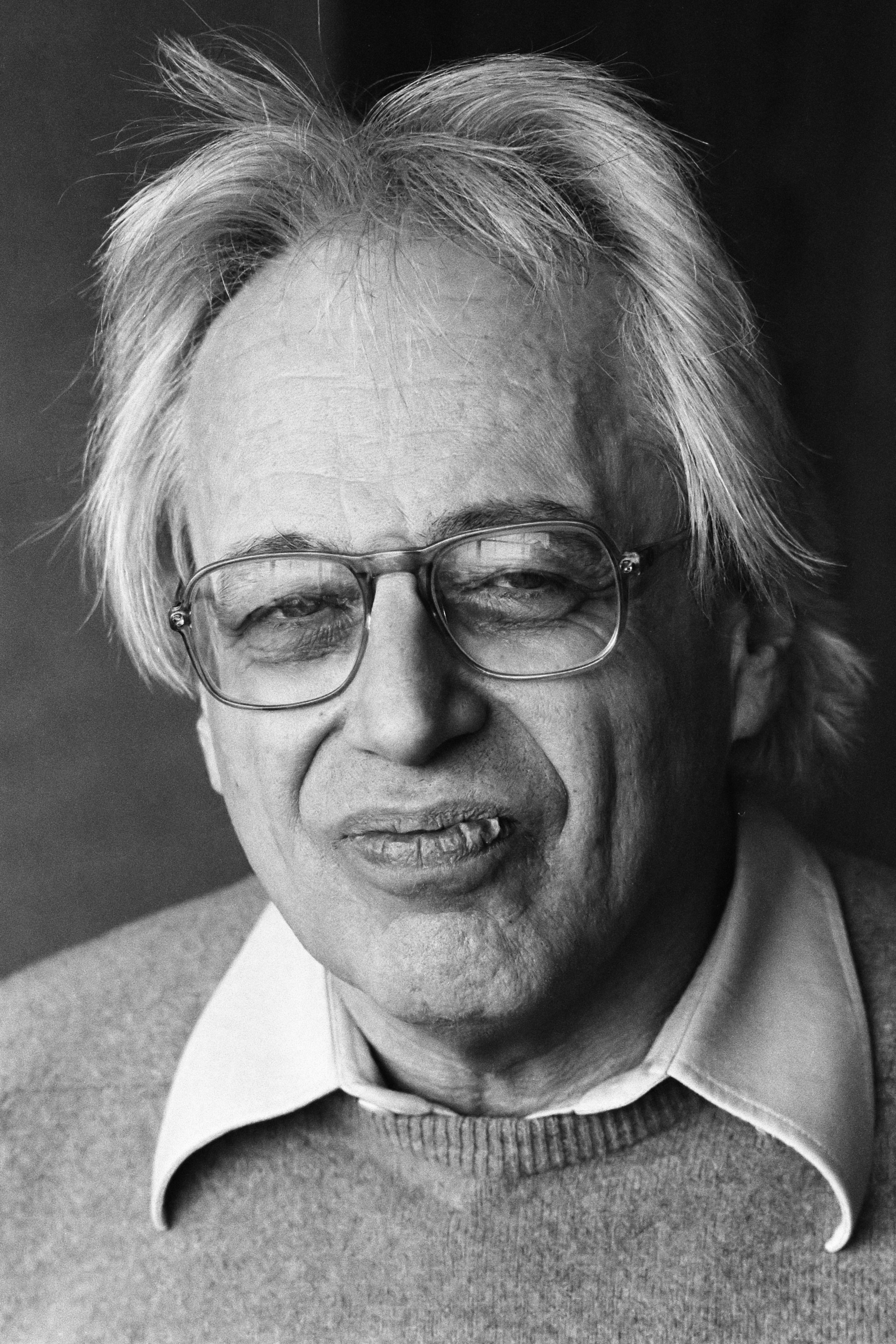
Fotografia de György Ligeti (1984).

Atmosphères és una obra del compositor hongarès György Ligeti. Està escrita a principis de l'estiu de 1961, sota un encàrrec del Donaueschingen Festival, de la regió alemanya de Baden-Baden. L'obra es va estrenar a l'octubre del mateix any i la partitura va ser publicada dos anys després per Universal Edition. És una obra escrita per a "gran orquestra sense percussió" (marca de la ràpida separació de l'autor de les llavors avantguardes ortodoxes, que solien fer un ús megalític d'aquesta secció orquestral). Està dedicada a M. Seiber ("in memoriam"), un compositor hongarès que acabava de morir en un accident de trànsit.
Hi ha dues idees fonamentals plasmades en Atmosphères: Klangflachenkomposition o composició per superfícies sonores, i micropolifonía. No obstant això, i salvant les distàncies, podem establir relacions entre aquesta obra i altres anteriors, com el moviment "Farben" de les Cinc peces per a orquestra Op. 16 d'Arnold Schönberg o el tercer dels Altenberglieder Op. 4 de Alban Berg, ja que ambdues es basen en la permanència estàtica d'un acord mentre es canvia l'orquestració.
També podem trobar en l'obra característiques essencialment derivades de la música electrònica que es feia llavors en l'estudi de Colònia: els compositors de l'estudi diferenciaven entre sons "estacionaris" i "no estacionaris". Ligeti transfereix llavors aquestes dues tipologies de so als clústers cromàtics, segons el moviment intern i la "rugositat" i qualitat dels sons.
Finalment, l'aspecte contrapuntístic el podem derivar directament dels estudis fets per Ligeti de la polifonia renaixentista de l'escola francoflamenca, i en particular d'Ockeghem. D'aquest últim destaca en els seus escrits l'interès per la continuïtat musical que l'hongarès ressuscita: la música contínua, l'avanç sense desenvolupament i sense punts culminants.
Atmosphères es va estrenar el 22 d'octubre de 1961 al Donauseschinger Musiktage i va aconseguir aviat fama internacional, fent ombra fins i tot a la seva obra anterior: Apparitions. De fet, de Apparitions només hi ha tres enregistraments, mentre que podem trobar Atmosphères en onze CD diferentes. Abans de la seva estrena, Ligeti es va alarmar en comprovar que Hans Rosbaud, que anava a dirigir la seva obra, estava fent una interpretació massa seccional, no respectant així el concepte de música estàtica que Ligeti tant havia buscat. No obstant això, només va ser necessària una breu conversa perquè Rosbaud canviés la seva percepció de l'obra. Així, el mateix Ligeti va considerar la primera interpretació realitzada d'Atmosphères com la millor que havia escoltat. L'èxit que va aconseguir aquesta obra en l'estrena va ser tan gran que en finalitzar-la van haver de repetir-la.. Ligeti va dedicar Atmosphères a la memòria de Matyas Seiber, compositor i gran amic seu, que havia mort en un accident de cotxe l'any anterior, el 1960.
Les innovacions tècniques que va realitzar Ligeti en Atmosphères van ser significatives per a les seves obres posteriors, ja que va recórrer a elles en nombroses ocasions. Per exemple, la superposició de seccions de so o l'ús de trompetes en un registre molt baix (emprat també en el Rèquiem que escriuria posteriorment).
Atmosphères ha intentat ser desxifrada i representada en diverses ocasions, com en els diagrames realitzats per Erkki Salmenhaara, d'una banda, i Auntunes E. Beurmann i Albrecht Schneider, per altre.
Gran part de la música de Ligeti va ser usada pel director de cinema Stanley Kubrick. En la seva pel·lícula de 1968, "2001: Odissea a l'espai", va utilitzar part de Atmosphères com a introducció de la pel·lícula.
No obstant això, Ligeti era desconeixedor d'aquest assumpte i, per tant, es va mostrar fortament indignat (malgrat la seva admiració pel film), ja que havien utilitzat la seva música sense el seu consentiment i no havia rebut cap retribució per això, per la qual cosa es va veure obligat a demanar. No obstant això, gràcies a aquesta pel·lícula Ligeti va aconseguir una fama mundial encara major.
A Atmospheres li van seguir altres obres que van trencar amb el camí anterior del compositor, ja que poc o res tenien a veure amb aquesta idea de blocs de so de transformació progressiva.
En definitiva, gràcies a Atmosphères Ligeti va aconseguir tant la ruptura amb les estructures d'intervals i el ritme com el desenvolupament de la "micropolifonía", gràcies a la qual va arribar a reflectir en les seves obres una textura de fibres d'una densitat en constant transformació. Aquestes dues característiques van formar a partir de llavors part del seu llenguatge com a compositor i li van distingir de la resta de músics de la seva generación.

## La concepció de la música estàtica a la seva obra
Va començar a desenvolupar el concepte de música estàtica (que empraria en Atmosphères) el 1950; ell buscava una música sense una melodia reconeixible, en la qual l'oient no fos capaç de diferenciar els seus diferents parts, de manera que aquesta música avançaria de forma extremadament gradual i progressiva. No obstant això, quan va concebre aquesta idea no va considerar ser posseïdor dels coneixements necessaris com per dur-la a la pràctica, almenys no en aquell moment. Quan va arribar a Occident, ho va fer amb la intenció de seguir explorant i desenvolupant aquesta idea de música estática.
El mateix Ligeti afirma que el record d'un somni de la seva infància va exercir una gran influència en les obres que va compondre a finals dels anys cinquanta:
"En la meva infantesa primerenca vaig somiar una vegada que no podia fer-me camí cap a la meva llit (que tenia barres i per a mi significava un refugi) perquè l'habitació sencera estava plena d'una tela finament filada però densa i embullada [...]. Cada moviment d'un insecte immobilitzat causava que la xarxa sencera comencés a tremolar [...]. Aquests esdeveniments diaris i produïts de sobte van alterar de forma gradual l'estructura interna de la xarxa, que es va fer més embullada [...]. Aquestes transformacions eren irreversibles; no podia ocórrer cap estat anterior havia alguna cosa inexpressablement trist en aquest procés: la desesperança del temps transcorregut i del passat irrecuperable".